# 駒形友梨
駒形 友梨（こまがた ゆり、1991年8月25日 - ）は、日本の女性声優、歌手。東京都出身。ボイスキット所属。

## 経歴
日本工学院専門学校を卒業。同校在学中の2011年に第5回全日本アニソングランプリ東京予選大会で優勝、決勝大会まで進みファイナリストに残った。「第5回81オーディション」で優秀賞を獲得したが、規約違反により受賞を取り消されている。
ドラマCD『快盗天使ツインエンジェル Vol.4』の女子生徒3役で声優デビューを果たし、2013年4月から放送の『まんがーる!』でメインキャラクターの座を射止めた。
2017年放送のテレビアニメ『キラキラ☆プリキュアアラモード』でオープニング主題歌を担当。2018年6月には同年4月放送のテレビアニメ『踏切時間』主題歌でロッカンミュージックよりCDデビューする。
2020年11月30日をもってそれまで所属していたスペースクラフト・エージェンシーを退所、フリーランス期間を経て2021年4月1日よりApollo Bay / AMUSE GROUPに所属していた。2024年9月30日をもってApollo Bayを退所、10月1日よりボイスキットに所属している。

## 人物
『シャーマンキング』に林原めぐみが主題歌を担当していることを知り、声優に興味を持った。中学時代は「ループ」や「プラチナ」といった坂本真綾のCDにはまっていた。高校の学園祭では『涼宮ハルヒの憂鬱』にならって「MOK団」を結成し、学園祭バンド部門で2位を獲得した。
趣味はUFOキャッチャー、自分の作ったオムライスにケチャップで絵を描くことが好き。好きな食べ物は焼きそば、嫌いな食べ物はピーマン。
愛称の「ベイブレード先輩」は、高校時代に駒形姓の英語名は何になるのかという話題となり、同級生が「ベイブレード」ではないかと発想し、「先輩」という単語と結びつけて一部で呼ばれるようになった。声優になった後、タカラトミー主催のイベントに出演した際、この呼び名が公式認定された。

## 出演
太字はメインキャラクター。

### テレビアニメ
2013年
- まんがーる!（鳥井あき）

2014年
- 未確認で進行形（三峰白雪）

2017年
- 神撃のバハムート VIRGIN SOUL（竜族の女子）
- デジモンユニバース アプリモンスターズ（ひなりん）
- キラキラ☆プリキュアアラモード（ゆり）

2018年
- 踏切時間（真島さん）

2019年
- 八月のシンデレラナイン（開会式アナウンス、坂上芽衣）
- エッグカー（2019年 - 2020年、アエラ）

2020年
- いわかける! - Sport Climbing Girls -（観客C）

2021年
- かげきしょうじょ!!（スタッフA）

2023年
- 六道の悪女たち（乙姫恵梨香）
- アイドルマスター ミリオンライブ!（高山紗代子）
- ミギとダリ（客3、ナレーター）

### Webアニメ
- B: The Beginning（2018年）
- この空の下で（2020年、井上未来[29]）　※タクマ企業アニメーション

### ゲーム
2013年
- アイドルマスター ミリオンライブ!（2013年 - 2017年、高山紗代子）
- フェアリーフェンサー エフ（ブラッディ）

2015年
- フェアリーフェンサー エフ ADVENT DARK FORCE（ブラッディ）

2016年
- WAR OF BRAINS

2017年
- 八月のシンデレラナイン（坂上芽衣）
- アイドルマスター ミリオンライブ! シアターデイズ（2017年 - 2024年、高山紗代子）
- StraStella（メイディー）
- ひねもす式姫（紫蘭）

2018年
- FATAL TWELVE（未島海晴）

2019年
- ブラウンダスト（2019年 - 2022年、クレタ、ツバキ）

2020年
- ビッグバッドモンスターズ（テレサ）

2024年
- Link!Like!ラブライブ!（姫芽の姉）

### ドラマCD
- 快盗天使ツインエンジェル Vol.4（2012年、女子生徒3[5]）
- おくさまが生徒会長!（2013年、三隅倫[39]） - コミックス3巻・4巻限定版付属CD
- ロカドルプロモーション the Debut!（2013年、金城夏海）
- アイドルマスター ミリオンライブ！ シリーズ（2015年 - 、高山紗代子）
- Cheer球部! 1st Battle CD（2021年 - 、佐久間乃衣[40]）

### 吹き替え
- ポロロ 雪の妖精村大冒険（2019年、エディ[41]）
- マロナの幻想的な物語り（2020年、ソランジュの母[42]）

### ラジオ
※はインターネット配信。
- ラジオどっとあい 駒形友梨のまったりツアー♪（2013年、BBQR※）
- ロカドルプロモーション アイドル庁ラジオ局（2013年、2.5次元てれび※）[43]
- だれ?らじ（2016年 - 2021年、音泉※）[44]
- のざP・駒形友梨のライブドッグ!（2017年 - 2020年、超!A&G+※）
- 駒形友梨・三重野瞳の音楽きこうよ。（2017年 - 2018年、ラジオ大阪※）
- 友梨・花凜・李央のらじおぽんぽこぽん（2021年 - 、音泉※）[45]
- まぁたんゆりりん（2021年 - 、ニコニコ生放送※）[46]
- bayb×3（2021年 - 2022年、bayfm）

### 朗読劇
- この空を見上げて（2020年2月13日 - 16日、R’sアートコート）[47]
- ことだま屋本舗「EXステージ×コミックファイア」『新米オッサン冒険者、最強パーティに死ぬほど鍛えられて無敵になる。』（2021年3月6日、オンライン配信） - アリサ 役
- Apollo Bay Presents Reading Live「シスターズ4～この世界は平和かもしれない～」（2022年3月12日 - 13日、R’sアートコート）[48]
- Hyo-een! -朗読-「アリア回想奇譚」（2022年9月23日 - 25日、新宿シアターモリエール）[49]
- Apollo Bay Presents Reading Live「シスターズ4 Part 2」（2023年3月27日 - 28日、科学技術館サイエンスホール）[50]
- 4月の花嫁（2023年4月29日 - 30日、バトゥール東京 チャペルブランカ）
- あの星に願いを（2023年5月24日 - 28日、CBGKシブゲキ!!）- 小松弘美 役（ ※入江麻衣子・伊藤彩沙とのトリプルキャスト）役[51]
- ネコたん！〜猫町怪異奇譚〜（2024年5月17日、あうるすぽっと） - 財部梨杏 役[52]
- 江戸川乱歩朗読劇「幻調乱歩大系」（2025年3月6日 - 9日、草月ホール）[53]
- 朗読劇「放課後に星はみえるか」（2025年2月21日・22日・24日、CBGKシブゲキ!!） - 柳下星蘭 役（ ※田辺留依とのダブルキャスト）[54][55]
- 幻調乱歩4 夜明けに怯える怪機城（2025年9月1日〈予定〉、イイノホール）[56]

### 舞台
- あの日見た花の名前を僕達はまだ知らない。 2023（2023年8月9日 - 15日、博品館劇場） - 鶴見知利子（つるこ）役[57]

### 映像商品
※印はコンプリートボックス（完全版）も併売された。
2015年
- THE IDOLM@STER MILLION LIVE! 2ndLIVE ENJOY H@RMONY!! Live Blu-ray Day1※[58]

2016年
- THE IDOLM@STER MILLION LIVE! 3rdLIVE TOUR BELIEVE MY DRE@M!! LIVE Blu-ray 03＠OSAKA【DAY1】※[59]

2017年
- THE IDOLM@STER MILLION LIVE! 3rdLIVE TOUR BELIEVE MY DRE@M!! LIVE Blu-ray 07＠MAKUHARI【DAY2】※[60]

2018年
- THE IDOLM@STER MILLION LIVE! 4thLIVE TH@NK YOU for SMILE! LIVE Blu-ray DAY2,DAY3※[61][62]
- キラキラ☆プリキュアアラモードLIVE2017 スウィート☆デコレーション
- THE IDOLM@STER 765 MILLIONSTARS HOTCHPOTCH FESTIV@L!! LIVE Blu-ray DAY2※[63]

2019年
- THE IDOLM@STER MILLION LIVE! 5thLIVE BRAND NEW PERFORM@NCE!!! LIVE Blu-ray DAY2※[64]

2020年
- THE IDOLM@STER MILLION LIVE! 6thLIVE TOUR UNI-ON@IR!!!! LIVE Blu-ray Princess STATION @KOBE[65]
- 駒形友梨 人間力向上委員会 スペシャル！[66]
- THE IDOLM@STER MILLION LIVE! 6thLIVE TOUR UNI-ON@IR!!!! SPECIAL LIVE Blu-ray DAY2※[67]

2022年
- THE IDOLM@STER MILLION LIVE! 7thLIVE Q@MP FLYER!!! Reburn LIVE Blu-ray【通常版 DAY1】※[68]
- THE IDOLM＠STER MILLION LIVE! 8thLIVE Twelw@ve LIVE Blu-ray 【通常版 DAY2】※[69]

2023年
- のむこがみなみ×ぽんぽこぽん「のむこがみなみツーリスト」 in箱根[70]
- Komagata Yuri 2nd Live ～Interstellar Flyer～[71]

### テレビ番組
※はインターネット配信。
- Break Out（2018年 - 、テレビ朝日）ナレーション〈4代目〉

### インターネット番組
- 三澤紗千香・駒形友梨のさちゆりゲーム実況部〜Press Any Button!〜（ニコニコ生放送、2019年 - ）
- 駒形友梨のゲームで夜更かし（OPENREC.tv、2024年 - ）

### CM
- スマパチ『e新海物語349』（2023年、アグネス・ラム）

### その他コンテンツ
- 音泉インフォメーション ナビゲーター（2016年[72]）
- こえぶろ[73]
- DAM『あにそんボーカル』「ヘミソフィア」[74]
- オーディオドラマ『第5護衛隊群かく戦えり -女子部-（映画『空母いぶき』より）』（2019年、浦田鉄人[75]）
- パチンコ『Pフィーバー アイドルマスター ミリオンライブ!』（2021年、高山紗代子[76]）
- パチスロ『パチスロ アイドルマスター ミリオンライブ!』（2021年、高山紗代子[77]）
- パチンコ『PA大海物語5 With アグネス・ラム』（2023年、アグネス・ラム[78]）

## ライブ・イベント

### 合同ライブ
| 出演日              | タイトル                            | 会場                     |
| ------------------- | ----------------------------------- | ------------------------ |
| 2024年1月20日・21日 | 全プリキュア 20th Anniversary LIVE! | 横浜アリーナ（神奈川県） |

## ディスコグラフィ

### シングル
|            | 発売日        | タイトル       | 規格品番 | 規格品番 | オリコン 最高位 |
| 初回限定盤 | 発売日        | タイトル       | 通常盤   |          | オリコン 最高位 |
| ---------- | ------------- | -------------- | -------- | -------- | --------------- |
| 1st        | 2018年6月20日 | トマレのススメ | TECI-623 | TECI-624 | 37位            |

### アルバム

#### フルアルバム
|              | 発売日         | タイトル | 規格品番     | 規格品番     | 規格品番 | 規格品番  | オリコン 最高位 |
| アニメイト盤 | 発売日         | タイトル | ゲーマーズ盤 | とらのあな盤 | 通常盤   |           | オリコン 最高位 |
| ------------ | -------------- | -------- | ------------ | ------------ | -------- | --------- | --------------- |
| 1st          | 2021年12月15日 | stella   | TEI-227      | TEI-228      | TEI-229  | TECI-1759 | 55位            |
| 2nd          | 2024年3月20日  | 25℃      |              |              |          | LVYK-1002 | 36位            |

#### ミニアルバム
|              | 発売日         | タイトル   | 規格品番     | 規格品番     | 規格品番 | 規格品番  | オリコン 最高位 |
| アニメイト盤 | 発売日         | タイトル   | ゲーマーズ盤 | とらのあな盤 | 通常盤   |           | オリコン 最高位 |
| ------------ | -------------- | ---------- | ------------ | ------------ | -------- | --------- | --------------- |
| 1st          | 2018年12月5日  | 〔CORE〕   | TEI-96       | TEI-97       | TEI-98   | TECI-1603 | 41位            |
| 2nd          | 2019年7月17日  | Indigo     |              |              |          | TECI-1650 | 22位            |
| 3rd          | 2020年3月4日   | a Day      | TEI-122      | TEI-123      | TEI-124  | TECI-1678 | 31位            |
| 4th          | 2020年11月18日 | Night Walk | TEI-150      | TEI-151      | TEI-152  | TECI-1714 | 46位            |

### タイアップ曲
| 楽曲           | タイアップ                                 | 時期   |
| -------------- | ------------------------------------------ | ------ |
| トマレのススメ | テレビアニメ『踏切時間』オープニングテーマ | 2018年 |

### キャラクターソング
| 発売日   | 商品名                                                                          | 歌 | 楽曲                                                                                              | 備考                                                                   |
| 2013年   | 2013年                                                                          | 2013年 | 2013年                                                                                            | 2013年                                                                 |
| -------- | ------------------------------------------------------------------------------- | --- | ------------------------------------------------------------------------------------------------- | ---------------------------------------------------------------------- |
| 2月27日  | girl meets DEADLINE                                                             | M@N☆GIRL! | 「girl meets DEADLINE」                                                                           | テレビアニメ『まんがーる！』オープニングテーマ                         |
| 4月24日  | THE IDOLM@STER LIVE THE@TER PERFORMANCE 01 Thank You!                           | 765 MILLIONSTARS | 「Thank You!」                                                                                    | ゲーム『アイドルマスター ミリオンライブ！』テーマソング                |
| 4月24日  | THE IDOLM@STER LIVE THE@TER PERFORMANCE 01 Thank You!                           | 765THEATER ALLSTARS | 「Thank You!」                                                                                    | ゲーム『アイドルマスター ミリオンライブ！』テーマソング                |
| 10月30日 | THE IDOLM@STER LIVE THE@TER PERFORMANCE 07                                      | 高山紗代子（駒形友梨） | 「君想いBirthday」                                                                                | ゲーム『アイドルマスター ミリオンライブ！』関連曲                      |
| 10月30日 | THE IDOLM@STER LIVE THE@TER PERFORMANCE 07                                      | 三浦あずさ（たかはし智秋）、篠宮可憐（近藤唯）、高山紗代子（駒形友梨）、福田のり子（浜崎奈々） | 「カワラナイモノ」                                                                                | ゲーム『アイドルマスター ミリオンライブ！』関連曲                      |
| 2015年   |                                                                                 | |                                                                                                   |                                                                        |
| 3月26日  | THE IDOLM@STER LIVE THE@TER HARMONY 09                                          | ミルキーウェイ | 「星屑のシンフォニア」 「Welcome!!」                                                              | ゲーム『アイドルマスター ミリオンライブ！』関連曲                      |
| 3月26日  | THE IDOLM@STER LIVE THE@TER HARMONY 09                                          | 高山紗代子（駒形友梨） | 「vivid color」                                                                                   | ゲーム『アイドルマスター ミリオンライブ！』関連曲                      |
| 4月4日   | THE IDOLM@STER LIVE THE@TER SOLO COLLECTION Vol.01                              | 高山紗代子（駒形友梨） | 「カワラナイモノ」                                                                                | ゲーム『アイドルマスター ミリオンライブ！』関連曲                      |
| 9月30日  | THE IDOLM@STER LIVE THE@TER DREAMERS 01 Dreaming!                               | MILLION ALLSTARS | 「Welcome!!」                                                                                     | ゲーム『アイドルマスター ミリオンライブ！』関連曲                      |
| 12月23日 | THE IDOLM@STER LIVE THE@TER DREAMERS 04                                         | 秋月律子（若林直美）、伊吹翼（Machico）、エミリー スチュアート（郁原ゆう）、篠宮可憐（近藤唯）、我那覇響（沼倉愛美）、佐竹美奈子（大関英里）、高山紗代子（駒形友梨）、天空橋朋花（小岩井ことり）、中谷育（原嶋あかり）、水瀬伊織（釘宮理恵） | 「Dreaming!」                                                                                     | ゲーム『アイドルマスター ミリオンライブ！』関連曲                      |
| 12月23日 | THE IDOLM@STER LIVE THE@TER DREAMERS 04                                         | 高山紗代子（駒形友梨）、佐竹美奈子（大関英里） | 「Melody in scape」                                                                               | ゲーム『アイドルマスター ミリオンライブ！』関連曲                      |
| 2016年   |                                                                                 | |                                                                                                   |                                                                        |
| 1月30日  | THE IDOLM@STER LIVE THE@TER SOLO COLLECTION Vol.03 Vocal Edition                | 高山紗代子（駒形友梨） | 「星屑のシンフォニア」                                                                            | ゲーム『アイドルマスター ミリオンライブ！』関連曲                      |
| 7月13日  | アイドルマスター ミリオンライブ! 第4巻 特別版 オリジナルCD                      | 伊吹翼（Machico）、ジュリア（愛美）、高山紗代子（駒形友梨）、七尾百合子（伊藤美来）、真壁瑞希（阿部里果） | 「Valt That Borderline!」                                                                         | 漫画『アイドルマスター ミリオンライブ！』関連曲                        |
| 2017年   |                                                                                 | |                                                                                                   |                                                                        |
| 1月11日  | THE IDOLM@STER LIVE THE@TER FORWARD 02 BlueMoon Harmony                         | アクアリウス | 「待ちぼうけのLacrima」                                                                           | ゲーム『アイドルマスター ミリオンライブ！』関連曲                      |
| 1月11日  | THE IDOLM@STER LIVE THE@TER FORWARD 02 BlueMoon Harmony                         | BlueMoon Harmony | 「brave HARMONY」                                                                                 | ゲーム『アイドルマスター ミリオンライブ！』関連曲                      |
| 3月9日   | THE IDOLM@STER LIVE THE@TER SOLO COLLECTION 04 BlueMoon Theater                 | 高山紗代子（駒形友梨） | 「待ちぼうけのLacrima」                                                                           | ゲーム『アイドルマスター ミリオンライブ！』関連曲                      |
| 7月26日  | THE IDOLM@STER MILLION THE@TER GENERATION 01 Brand New Theater!                 | 765 MILLION ALLSTARS | 「Brand New Theater!」                                                                            | ゲーム『アイドルマスター ミリオンライブ！ シアターデイズ』テーマソング |
| 7月26日  | THE IDOLM@STER MILLION THE@TER GENERATION 01 Brand New Theater!                 | 765 MILLION ALLSTARS | 「Dreaming!」                                                                                     | ゲーム『アイドルマスター ミリオンライブ！ シアターデイズ』関連曲       |
| 10月25日 | THE IDOLM@STER MILLION LIVE! M@STER SPARKLE 03                                  | 高山紗代子（駒形友梨） | 「Only One Second」                                                                               | ゲーム『アイドルマスター ミリオンライブ！ シアターデイズ』関連曲       |
| 2018年   |                                                                                 | |                                                                                                   |                                                                        |
| 1月31日  | THE IDOLM@STER MILLION THE@TER GENERATION 04 プリンセススターズ                 | プリンセススターズ | 「Brand New Theater!」                                                                            | ゲーム『アイドルマスター ミリオンライブ！ シアターデイズ』関連曲       |
| 4月4日   | THE IDOLM@STER MILLION LIVE! M@STER SPARKLE 08                                  | 765 MILLION ALLSTARS | 「Brand New Theater!」                                                                            | ゲーム『アイドルマスター ミリオンライブ！ シアターデイズ』関連曲       |
| 6月1日   | THE IDOLM@STER LIVE THE@TER SOLO COLLECTION 06 プリンセススターズ               | 高山紗代子（駒形友梨） | 「Melody in scape」                                                                               | ゲーム『アイドルマスター ミリオンライブ！』関連曲                      |
| 7月25日  | THE IDOLM@STER MILLION THE@TER GENERATION 10 閃光☆HANABI団                      | 閃光☆HANABI団 | 「咲くは浮世の君花火」 「BORN ON DREAM! 〜HANABI☆NIGHT〜」                                        | ゲーム『アイドルマスター ミリオンライブ！ シアターデイズ』関連曲       |
| 7月27日  | アイドルマスター ミリオンライブ！ Blooming Clover 第3巻限定版特典CD             | 桜守歌織（香里有佐）、高山紗代子（駒形友梨）、矢吹可奈（木戸衣吹） | 「MUSIC♪」                                                                                        | 漫画『アイドルマスター ミリオンライブ！ Blooming Clover』関連曲        |
| 8月29日  | THE IDOLM@STER MILLION THE@TER GENERATION 11 UNION!!                            | 765 MILLION ALLSTARS | 「UNION!!」 「Welcome!!」                                                                         | ゲーム『アイドルマスター ミリオンライブ！ シアターデイズ』関連曲       |
| 9月26日  | THE IDOLM@STER THE@TER BOOST 01                                                 | 高坂海美（上田麗奈）、所恵美（藤井ゆきよ）、高山紗代子（駒形友梨）、豊川風花（末柄里恵）、横山奈緒（渡部優衣） | 「ビッグバンズバリボー!!!!!」 「DIAMOND DAYS」                                                    | ゲーム『アイドルマスター ミリオンライブ！ シアターデイズ』関連曲       |
| 2019年   |                                                                                 | |                                                                                                   |                                                                        |
| 4月26日  | THE IDOLM@STER THE@TER SOLO COLLECTION 07 PRINCESS STARS                        | 高山紗代子（駒形友梨） | 「咲くは浮世の君花火」                                                                            | ゲーム『アイドルマスター ミリオンライブ！ シアターデイズ』関連曲       |
| 7月24日  | THE IDOLM@STER MILLION THE@TER WAVE 01 Flyers!!!                                | 765 MILLION ALLSTARS | 「Flyers!!!」                                                                                     | ゲーム『アイドルマスター ミリオンライブ！ シアターデイズ』関連曲       |
| 2020年   |                                                                                 | |                                                                                                   |                                                                        |
| 8月26日  | THE IDOLM@STER MILLION THE@TER WAVE 10 Glow Map                                 | 765 MILLION ALLSTARS | 「Glow Map」                                                                                      | ゲーム『アイドルマスター ミリオンライブ！ シアターデイズ』関連曲       |
| 2021年   |                                                                                 | |                                                                                                   |                                                                        |
| 5月22日  | THE IDOLM@STER LIVE THE@TER SOLO COLLECTION 08 Princess Stars                   | 高山紗代子（駒形友梨） | 「BORN ON DREAM! 〜HANABI☆NIGHT〜」                                                               | ゲーム『アイドルマスター ミリオンライブ！ シアターデイズ』関連曲       |
| 6月9日   | Octave!! Side OVER RUN!! TUNE.1                                                 | 東堂凛（駒形友梨） | 「リコリス」                                                                                      | ドラマCD『OVER RUN!!』関連曲                                           |
| 7月28日  | THE IDOLM@STER MILLION THE@TER SEASON Harmony 4 You                             | 765 MILLION ALLSTARS | 「Harmony 4 You」                                                                                 | ゲーム『アイドルマスター ミリオンライブ！ シアターデイズ』関連曲       |
| 7月28日  | THE IDOLM@STER MILLION THE@TER SEASON Harmony 4 You                             | プリンセススターズ | 「EVERYDAY STARS!!」                                                                              | ゲーム『アイドルマスター ミリオンライブ！ シアターデイズ』関連曲       |
| 9月29日  | Power of Voice/輝きはここにある                                                 | Fancy♡Pansy | 「輝きはここにある」                                                                              | 『Cheer球部！』関連曲                                                  |
| 12月15日 | THE IDOLM@STER MILLION THE@TER WAVE 15 chicAAmor                                | chicAAmor | 「深紅のパシオン」 「Paradox of LOVE」                                                            | ゲーム『アイドルマスター ミリオンライブ！ シアターデイズ』関連曲       |
| 12月22日 | Cheer球部！ユニットミニアルバム                                                 | Fancy♡Pansy | 「夢色のミザンセーヌ」                                                                            | 『Cheer球部！』関連曲                                                  |
| 2022年   |                                                                                 | |                                                                                                   |                                                                        |
| 2月12日  | THE IDOLM@STER LIVE THE@TER SOLO COLLECTION 09 Princess Stars                   | 高山紗代子（駒形友梨） | 「ビッグバンズバリボー!!!!!」                                                                     | ゲーム『アイドルマスター ミリオンライブ！ シアターデイズ』関連曲       |
| 3月16日  | THE IDOLM@STER MILLION THE@TER VARIETY 01                                       | 所恵美（藤井ゆきよ）、春日未来（山崎はるか）、高山紗代子（駒形友梨）、望月杏奈（夏川椎菜）、野々原茜（小笠原早紀） | 「ショコラブル＊イブ」                                                                            | ゲーム『アイドルマスター ミリオンライブ！ シアターデイズ』関連曲       |
| 6月29日  | THE IDOLM@STER MILLION THE@TER SEASON LOVERS HEART                              | LOVERS HEART | 「空色♡ Birthday Card」 「Harmony 4 You」                                                         | ゲーム『アイドルマスター ミリオンライブ！ シアターデイズ』関連曲       |
| 6月29日  | THE IDOLM@STER MILLION THE@TER SEASON LOVERS HEART                              | 福田のり子（浜崎奈々）、松田亜利沙（村川梨衣）、如月千早（今井麻美）、北上麗花（平山笑美）、高山紗代子（駒形友梨） | 「紙・心・ペン・心-SHISHINPENSHIN-」                                                              | ゲーム『アイドルマスター ミリオンライブ！ シアターデイズ』関連曲       |
| 7月27日  | THE IDOLM@STER MILLION THE@TER SEASON 夢にかけるRainbow                         | 765 MILLION ALLSTARS | 「夢にかけるRainbow」                                                                             | ゲーム『アイドルマスター ミリオンライブ！ シアターデイズ』関連曲       |
| 7月27日  | THE IDOLM@STER MILLION THE@TER SEASON 夢にかけるRainbow                         | プリンセススターズ | 「夢にかけるRainbow」                                                                             | ゲーム『アイドルマスター ミリオンライブ！ シアターデイズ』関連曲       |
| 11月30日 | THE IDOLM@STER MILLION LIVE! M@STER SPARKLE2 10                                 | 高山紗代子（駒形友梨） | 「REACH THE SKY」                                                                                 | ゲーム『アイドルマスター ミリオンライブ！ シアターデイズ』関連曲       |
| 12月14日 | THE IDOLM@STER MILLION THE@TER VARIETY 02                                       | 765 MILLION ALLSTARS | 「Brand New Theater! 〜Brand New Year Ver.〜」                                                    | ゲーム『アイドルマスター ミリオンライブ！ シアターデイズ』関連曲       |
| 2023年   |                                                                                 | |                                                                                                   | ゲーム『アイドルマスター ミリオンライブ！ シアターデイズ』関連曲       |
| 1月14日  | THE IDOLM@STER LIVE THE@TER SOLO COLLECTION 11 Princess Stars                   | 高山紗代子（駒形友梨） | 「空色♡ Birthday Card」                                                                           | ゲーム『アイドルマスター ミリオンライブ！ シアターデイズ』関連曲       |
| 3月23日  | THE IDOLM@STER 765 MILLION ALLSTARS BEST                                        | 765 MILLION ALLSTARS | 「Thank You!（765 MILLION ALLSTARS ver.）」 「夢にかけるRainbow（Brand New Ver.）」 「Crossing!」 | ゲーム『アイドルマスター ミリオンライブ！ シアターデイズ』関連曲       |
| 3月23日  | THE IDOLM@STER LIVE THE@TER BEST                                                | BlueMoon Harmony | 「brave HARMONY（Brand New Ver.）」                                                               | ゲーム『アイドルマスター ミリオンライブ！ シアターデイズ』関連曲       |
| 4月22日  | THE IDOLM@STER LIVE THE@TER SOLO COLLECTION 12 Princess Stars                   | 高山紗代子（駒形友梨） | 「Paradox of LOVE」                                                                               | ゲーム『アイドルマスター ミリオンライブ！ シアターデイズ』関連曲       |
| 7月26日  | THE IDOLM@STER MILLION LIVE! グッドサイン                                       | 765 MILLION ALLSTARS | 「グッドサイン」                                                                                  | ゲーム『アイドルマスター ミリオンライブ！ シアターデイズ』関連曲       |
| 7月26日  | THE IDOLM@STER MILLION LIVE! グッドサイン                                       | プリンセススターズ | 「グッドサイン」                                                                                  | ゲーム『アイドルマスター ミリオンライブ！ シアターデイズ』関連曲       |
| 8月23日  | THE IDOLM@STER MILLION ANIMATION THE@TER『Rat A Tat!!!』                        | MILLIONSTARS | 「Rat A Tat!!!」                                                                                  | テレビアニメ『アイドルマスター ミリオンライブ！』オープニングテーマ    |
| 8月23日  | THE IDOLM@STER MILLION ANIMATION THE@TER『Rat A Tat!!!』                        | MILLIONSTARS | 「セブンカウント」                                                                                | テレビアニメ『アイドルマスター ミリオンライブ！』イメージソング        |
| 9月27日  | THE IDOLM@STER MILLION THE@TER VARIETY 04                                       | 舞浜歩（戸田めぐみ）、水瀬伊織（釘宮理恵）、高山紗代子（駒形友梨）、永吉昴（斉藤佑圭）、百瀬莉緒（山口立花子） | 「Dance in the Light」                                                                            | ゲーム『アイドルマスター ミリオンライブ！ シアターデイズ』関連曲       |
| 10月25日 | THE IDOLM@STER MILLION ANIMATION THE@TER MILLIONSTARS Team5th『バトンタッチ』   | MILLIONSTARS Team5th | 「バトンタッチ」                                                                                  | テレビアニメ『アイドルマスター ミリオンライブ！』挿入歌                |
| 2024年   |                                                                                 | |                                                                                                   |                                                                        |
| 2月21日  | THE IDOLM@STER MILLION ANIMATION THE@TER START THE DREAM                        | MILLIONSTARS | 「REFRAIN REL@TION」 「Brand New Theater!」                                                       | テレビアニメ『アイドルマスター ミリオンライブ！』挿入歌                |
| 2月21日  | THE IDOLM@STER MILLION ANIMATION THE@TER START THE DREAM                        | MILLIONSTARS | 「Thank You!（Acoustic ver.）」                                                                   | テレビアニメ『アイドルマスター ミリオンライブ！』挿入歌                |
| 2月23日  | アイドルマスター ミリオンライブ！ BD 特装版第2巻 特典CD                         | MILLIONSTARS Team5th | 「Rat A Tat!!!」                                                                                  | テレビアニメ『アイドルマスター ミリオンライブ！』関連曲                |
| 2月24日  | THE IDOLM@STER LIVE THE@TER SOLO COLLECTION 「REFRAIN REL@TION」 Princess Stars | 高山紗代子（駒形友梨） | 「REFRAIN REL@TION」                                                                              | テレビアニメ『アイドルマスター ミリオンライブ！』関連曲                |
| 7⽉31⽇  | THE IDOLM@STER MILLION LIVE! 7Days A Week!!                                     | 765 MILLION ALLSTARS | 「7Days A Week!!」 「DIAMOND DAYS」                                                               | ゲーム『アイドルマスター ミリオンライブ！ シアターデイズ』関連曲       |
| 7⽉31⽇  | THE IDOLM@STER LIVE THE@TER SOLO COLLECTION 「DIAMOND DAYS」 PRINCESS STARS     | 高山紗代子（駒形友梨） | 「DIAMOND DAYS」                                                                                  | ゲーム『アイドルマスター ミリオンライブ！ シアターデイズ』関連曲       |
| 2025年   |                                                                                 | |                                                                                                   |                                                                        |
| 2月26日  | THE IDOLM@STER MILLION ARMOR ACE＆BEYOND                                        | 星井美希（長谷川明子）、北沢志保（雨宮天）、エミリー・スチュアート（郁原ゆう）、高山紗代子（駒形友梨）、中谷育（原嶋あかり） | 「Lullaby for Armors」                                                                            | ゲーム『アイドルマスター ミリオンライブ！ シアターデイズ』関連曲       |

### その他参加作品
| 発売日   | 商品名                                                                   | 歌 | 楽曲                                                                       | 備考                                                                                                |
| 2017年   | 2017年                                                                   | 2017年 | 2017年                                                                     | 2017年                                                                                              |
| -------- | ------------------------------------------------------------------------ | --- | -------------------------------------------------------------------------- | --------------------------------------------------------------------------------------------------- |
| 3月1日   | SHINE!! キラキラ☆プリキュアアラモード/レッツ・ラ・クッキン☆ショータイム  | 駒形友梨 | 「SHINE!! キラキラ☆プリキュアアラモード」                                  | テレビアニメ『キラキラ☆プリキュアアラモード』オープニングテーマ                                     |
| 3月29日  | Radi Go!/WHO IS THIS?                                                    | 野村香菜子、駒形友梨、角元明日香 | 「Radi Go!」 「WHO IS THIS?」                                              | ラジオ『だれ？らじ』テーマソング                                                                    |
| 7月26日  | キラキラ☆プリキュアアラモード ボーカルアルバム キュアラモード☆アラカルト | 駒形友梨 | 「キラキラ☆スイート☆マドモアゼル」                                         | テレビアニメ『キラキラ☆プリキュアアラモード』関連曲                                                 |
| 7月26日  | キラキラ☆プリキュアアラモード ボーカルアルバム キュアラモード☆アラカルト | 駒形友梨 | 「SHINE!! キラキラ☆プリキュアアラモード 〜ロング・イントロ・バージョン〜」 | テレビアニメ『キラキラ☆プリキュアアラモード』オープニングテーマ                                     |
| 8月23日  | シュビドゥビ☆スイーツタイム/勇気が君を待ってる                           | 駒形友梨 | 「勇気が君を待ってる」                                                     | テレビアニメ『キラキラ☆プリキュアアラモード』挿入歌                                                 |
| 10月25日 | トレビアンサンブル!!/メモワール・ミルフィーユ                            | 駒形友梨、宮本佳那子 | 「トレビアンサンブル!!」                                                   | 劇場アニメ『映画 キラキラ☆プリキュアアラモード パリッと！想い出のミルフィーユ！』エンディングテーマ |
| 11月29日 | キラキラ☆プリキュアアラモード ボーカルアルバム2 苺坂物語                 | 駒形友梨 | 「Lu La La☆Lumière」                                                       | テレビアニメ『キラキラ☆プリキュアアラモード』関連曲                                                 |
| 2018年   |                                                                          | |                                                                            | |
| 2月28日  | Starting Now!/寝落ちまで騒ぎましょう                                     | 野村香菜子、駒形友梨、角元明日香 | 「Starting Now!」 「寝落ちまで騒ぎましょう」                               | ラジオ『だれ?らじ』テーマソング                                                                     |
| 9月19日  | WAR OF BRAINS オリジナルサウンドトラック ALL GAMECHANGER COMPLETE BOX    | Sho from MY FIRST STORY feat. 駒形友梨、ウエノルカ（眩暈SIREN） | 「identity my ultimatum」                                                  | ゲーム『WAR OF BRAINS』関連曲                                                                       |
| 9月26日  | 合言葉はWHO                                                              | 野村香菜子、駒形友梨、角元明日香 | 「合言葉はWHO」                                                            | ラジオ『だれ?らじ』テーマソング                                                                     |
| 2019年   |                                                                          | |                                                                            | |
| 9月25日  | Step Bye Step/シグナル                                                   | 野村香菜子、駒形友梨、角元明日香 | 「Step Bye Step」 「シグナル」                                             | ラジオ『だれ？らじ』テーマソング                                                                    |
| 10月30日 | ラブロマ feat.駒形友梨                                                   | 学園祭学園 feat.駒形友梨 | 「ラブロマ feat.駒形友梨」                                                 | |
| 2023年   |                                                                          | |                                                                            | |
| 7月3日   | パチンコ『PA大海物語5 With アグネス・ラム』                              | アグネス・ラムCV.駒形友梨 | 「カラフルVacation」 「NExt Wave!!」                                       | パチンコ『PA大海物語5 With アグネス・ラム』イメージソング                                           |
| 7月19日  | For "F"                                                                  | 吉武千颯 & 礒部花凜/北川理恵/駒形友梨/Machico/宮本佳那子 | 「All for one Forever」                                                    | 劇場アニメ『映画 プリキュアオールスターズF』挿入歌                                                  |
| 11月29日 | プリキュア ボーカルベストBOX 2018-2023                                   | 池田彩、石井あみ、礒部花凜、うちやえゆか、北川理恵、工藤真由、黒沢ともよ、五條真由美、駒形友梨、佐々木李子、林ももこ、仲谷明香、後本萌葉、Machico、宮本佳那子、茂家瑞季、吉田仁美、吉武千颯 | 「DANZEN!ふたりはプリキュア 〜20th Anniversary〜 Precure Singers Edition」 | テレビアニメ「プリキュアシリーズ」関連曲                                                            |
| 11月29日 | プリキュア ボーカルベストBOX 2018-2023                                   | 池田彩、石井あみ、礒部花凜、うちやえゆか、北川理恵、工藤真由、黒沢ともよ、五條真由美、駒形友梨、佐々木李子、林ももこ、仲谷明香、後本萌葉、Machico、宮本佳那子、茂家瑞季、吉田仁美、吉武千颯 | 「シェアして！プリキュア 〜20th Anniversary〜 Precure Singers Edition      | テレビアニメ「プリキュアシリーズ」関連曲                                                            |

### ユニットメンバー
1. ↑  宮本佳那子、駒形友梨、尾高もえみ、大橋彩香
2. 1 2  天海春香（中村繪里子）、春日未来（山崎はるか）、如月千早（今井麻美）、木下ひなた（田村奈央）、四条貴音（原由実）、ジュリア（愛美）、高山紗代子（駒形友梨）、田中琴葉（種田梨沙）、天空橋朋花（小岩井ことり）、箱崎星梨花（麻倉もも）、松田亜利沙（村川梨衣）、三浦あずさ（たかはし智秋）、水瀬伊織（釘宮理恵）、最上静香（田所あずさ）、望月杏奈（夏川椎菜）、矢吹可奈（木戸衣吹）、エミリー スチュアート（郁原ゆう）、大神環（稲川英里）、我那覇響（沼倉愛美）、菊地真（平田宏美）、北上麗花（平山笑美）、高坂海美（上田麗奈）、佐竹美奈子（大関英里）、島原エレナ（角元明日香）、高槻やよい（仁後真耶子）、永吉昴（斉藤佑圭）、野々原茜（小笠原早紀）、馬場このみ（髙橋ミナミ）、福田のり子（浜崎奈々）、舞浜歩（戸田めぐみ）、真壁瑞希（阿部里果）、百瀬莉緒（山口立花子）、横山奈緒（渡部優衣）、秋月律子（若林直美）、伊吹翼（Machico）、北沢志保（雨宮天）、篠宮可憐（近藤唯）、周防桃子（渡部恵子）、徳川まつり（諏訪彩花）、所恵美（藤井ゆきよ）、豊川風花（末柄里恵）、中谷育（原嶋あかり）、七尾百合子（伊藤美来）、二階堂千鶴（野村香菜子）、萩原雪歩（浅倉杏美）、ロコ（中村温姫）、双海亜美 / 真美（下田麻美）、星井美希（長谷川明子）、宮尾美也（桐谷蝶々）
3. 1 2  春日未来（山崎はるか）、木下ひなた（田村奈央）、ジュリア（愛美）、高山紗代子（駒形友梨）、田中琴葉（種田梨沙）、天空橋朋花（小岩井ことり）、箱崎星梨花（麻倉もも）、松田亜利沙（村川梨衣）、最上静香（田所あずさ）、望月杏奈（夏川椎菜）、矢吹可奈（木戸衣吹）、エミリー スチュアート（郁原ゆう）、大神環（稲川英里）、北上麗花（平山笑美）、高坂海美（上田麗奈）、佐竹美奈子（大関英里）、島原エレナ（角元明日香）、永吉昴（斉藤佑圭）、野々原茜（小笠原早紀）、馬場このみ（髙橋ミナミ）、福田のり子（浜崎奈々）、舞浜歩（戸田めぐみ）、真壁瑞希（阿部里果）、百瀬莉緒（山口立花子）、横山奈緒（渡部優衣）、伊吹翼（Machico）、北沢志保（雨宮天）、篠宮可憐（近藤唯）、周防桃子（渡部恵子）、徳川まつり（諏訪彩花）、所恵美（藤井ゆきよ）、豊川風花（末柄里恵）、中谷育（原嶋あかり）、七尾百合子（伊藤美来）、二階堂千鶴（野村香菜子）、ロコ（中村温姫）、宮尾美也（桐谷蝶々）
4. ↑  星井美希（長谷川明子）、高山紗代子（駒形友梨）、天空橋朋花（小岩井ことり）、永吉昴（斉藤佑圭）、二階堂千鶴（野村香菜子）
5. ↑  北上麗花（平山笑美）、ジュリア（愛美）、高山紗代子（駒形友梨）
6. ↑  北上麗花（平山笑美）、篠宮可憐（近藤唯）、ジュリア（愛美）、高山紗代子（駒形友梨）、天空橋朋花（小岩井ことり）、所恵美（藤井ゆきよ）、永吉昴（斉藤佑圭）、七尾百合子（伊藤美来）、二階堂千鶴（野村香菜子）、舞浜歩（戸田めぐみ）、真壁瑞希（阿部里果）、最上静香（田所あずさ）
7. ↑  天海春香（中村繪里子）、如月千早（今井麻美）、星井美希（長谷川明子）、萩原雪歩（浅倉杏美）、高槻やよい（仁後真耶子）、菊地真（平田宏美）、水瀬伊織（釘宮理恵）、四条貴音（原由実）、秋月律子（若林直美）、三浦あずさ（たかはし智秋）、双海亜美 / 真美（下田麻美）、我那覇響（沼倉愛美）、春日未来（山崎はるか）、最上静香（田所あずさ）、伊吹翼（Machico）、島原エレナ（角元明日香）、佐竹美奈子（大関英里）、所恵美（藤井ゆきよ）、徳川まつり（諏訪彩花）、箱崎星梨花（麻倉もも）、野々原茜（小笠原早紀）、望月杏奈（夏川椎菜）、ロコ（中村温姫）、七尾百合子（伊藤美来）、高山紗代子（駒形友梨）、松田亜利沙（村川梨衣）、高坂海美（上田麗奈）、中谷育（原嶋あかり）、天空橋朋花（小岩井ことり）、エミリー スチュアート（郁原ゆう）、北沢志保（雨宮天）、舞浜歩（戸田めぐみ）、木下ひなた（田村奈央）、矢吹可奈（木戸衣吹）、横山奈緒（渡部優衣）、二階堂千鶴（野村香菜子）、馬場このみ（髙橋ミナミ）、大神環（稲川英里）、豊川風花（末柄里恵）、宮尾美也（桐谷蝶々）、福田のり子（浜崎奈々）、真壁瑞希（阿部里果）、篠宮可憐（近藤唯）、百瀬莉緒（山口立花子）、永吉昴（斉藤佑圭）、北上麗花（平山笑美）、周防桃子（渡部恵子）、ジュリア（愛美）、白石紬（南早紀）、桜守歌織（香里有佐）
8. 1 2 3 4 5 6 7 8 9 10  天海春香（中村繪里子）、如月千早（今井麻美）、星井美希（長谷川明子）、萩原雪歩（浅倉杏美）、高槻やよい（仁後真耶子）、菊地真（平田宏美）、水瀬伊織（釘宮理恵）、四条貴音（原由実）、秋月律子（若林直美）、三浦あずさ（たかはし智秋）、双海亜美 / 真美（下田麻美）、我那覇響（沼倉愛美）、春日未来（山崎はるか）、最上静香（田所あずさ）、伊吹翼（Machico）、田中琴葉（種田梨沙）、島原エレナ（角元明日香）、佐竹美奈子（大関英里）、所恵美（藤井ゆきよ）、徳川まつり（諏訪彩花）、箱崎星梨花（麻倉もも）、野々原茜（小笠原早紀）、望月杏奈（夏川椎菜）、ロコ（中村温姫）、七尾百合子（伊藤美来）、高山紗代子（駒形友梨）、松田亜利沙（村川梨衣）、高坂海美（上田麗奈）、中谷育（原嶋あかり）、天空橋朋花（小岩井ことり）、エミリー スチュアート（郁原ゆう）、北沢志保（雨宮天）、舞浜歩（戸田めぐみ）、木下ひなた（田村奈央）、矢吹可奈（木戸衣吹）、横山奈緒（渡部優衣）、二階堂千鶴（野村香菜子）、馬場このみ（髙橋ミナミ）、大神環（稲川英里）、豊川風花（末柄里恵）、宮尾美也（桐谷蝶々）、福田のり子（浜崎奈々）、真壁瑞希（阿部里果）、篠宮可憐（近藤唯）、百瀬莉緒（山口立花子）、永吉昴（斉藤佑圭）、北上麗花（平山笑美）、周防桃子（渡部恵子）、ジュリア（愛美）、白石紬（南早紀）、桜守歌織（香里有佐）
9. ↑  天海春香（中村繪里子）、我那覇響（沼倉愛美）、菊地真（平田宏美）、萩原雪歩（浅倉杏美）、春日未来（山崎はるか）、エミリー スチュアート（郁原ゆう）、高坂海美（上田麗奈）、佐竹美奈子（大関英里）、高山紗代子（駒形友梨）、徳川まつり（諏訪彩花）、中谷育（原嶋あかり）、七尾百合子（伊藤美来）、福田のり子（浜崎奈々）、松田亜利沙（村川梨衣）、矢吹可奈（木戸衣吹）、横山奈緒（渡部優衣）
10. ↑  高山紗代子（駒形友梨）、横山奈緒（渡部優衣）、高坂海美（上田麗奈）、佐竹美奈子（大関英里）、福田のり子（浜崎奈々）
11. 1 2  春日未来（山崎はるか）、エミリー スチュアート（郁原ゆう）、高坂海美（上田麗奈）、田中琴葉（種田梨沙）、佐竹美奈子（大関英里）、高山紗代子（駒形友梨）、徳川まつり（諏訪彩花）、中谷育（原嶋あかり）、七尾百合子（伊藤美来）、福田のり子（浜崎奈々）、松田亜利沙（村川梨衣）、矢吹可奈（木戸衣吹）、横山奈緒（渡部優衣）
12. 1 2  城崎ユリア（高柳知葉）、佐久間乃依（駒形友梨）、藤井いぶき（陶山恵実里）、榛名潤（大地葉）、高梨みみ（髙橋ミナミ）
13. ↑  高山紗代子（駒形友梨）、豊川風花（末柄里恵）、ジュリア（愛美）、二階堂千鶴（野村香菜子）
14. ↑  天空橋朋花（小岩井ことり）、高槻やよい（仁後真耶子）、佐竹美奈子（大関英里）、七尾百合子（伊藤美来）、福田のり子（浜崎奈々）、松田亜利沙（村川梨衣）、如月千早（今井麻美）、北上麗花（平山笑美）、高山紗代子（駒形友梨）、望月杏奈（夏川椎菜）、矢吹可奈（木戸衣吹）、天海春香（中村繪里子）、ジュリア（愛美）
15. ↑  天海春香（中村繪里子）、如月千早（今井麻美）、星井美希（長谷川明子）、萩原雪歩（浅倉杏美）、高槻やよい（仁後真耶子）、菊地真（平田宏美）、水瀬伊織（釘宮理恵）、四条貴音（原由実）、秋月律子（若林直美）、三浦あずさ（たかはし智秋）、双海亜美 / 真美（下田麻美）、我那覇響（沼倉愛美）、春日未来（山崎はるか）、最上静香（田所あずさ）、伊吹翼（Machico）、田中琴葉（種田梨沙）、島原エレナ（角元明日香）、佐竹美奈子（大関英里）、所恵美（藤井ゆきよ）、徳川まつり（諏訪彩花）、箱崎星梨花（麻倉もも）、野々原茜（小笠原早紀）、望月杏奈（夏川椎菜）、ロコ（中村温姫）、七尾百合子（伊藤美来）、高山紗代子（駒形友梨）、松田亜利沙（村川梨衣）、高坂海美（上田麗奈）、中谷育（原嶋あかり）、天空橋朋花（小岩井ことり）、エミリー スチュアート（郁原ゆう）、北沢志保（雨宮天）、舞浜歩（戸田めぐみ）、矢吹可奈（木戸衣吹）、横山奈緒（渡部優衣）、二階堂千鶴（野村香菜子）、馬場このみ（髙橋ミナミ）、大神環（稲川英里）、豊川風花（末柄里恵）、宮尾美也（桐谷蝶々）、福田のり子（浜崎奈々）、真壁瑞希（阿部里果）、篠宮可憐（近藤唯）、百瀬莉緒（山口立花子）、永吉昴（斉藤佑圭）、北上麗花（平山笑美）、周防桃子（渡部恵子）、ジュリア（愛美）、白石紬（南早紀）、桜守歌織（香里有佐）
16. ↑  天海春香（中村繪里子）、我那覇響（沼倉愛美）、菊地真（平田宏美）、萩原雪歩（浅倉杏美）、春日未来（山崎はるか）、エミリー スチュアート（郁原ゆう）、高坂海美（上田麗奈）、田中琴葉（種田梨沙）、佐竹美奈子（大関英里）、高山紗代子（駒形友梨）、徳川まつり（諏訪彩花）、中谷育（原嶋あかり）、七尾百合子（伊藤美来）、福田のり子（浜崎奈々）、松田亜利沙（村川梨衣）、矢吹可奈（木戸衣吹）、横山奈緒（渡部優衣）
17. ↑  北上麗花（平山笑美）、篠宮可憐（近藤唯）、ジュリア（愛美）、高山紗代子（駒形友梨）、天空橋朋花（小岩井ことり）、所恵美（藤井ゆきよ）、永吉昴（斉藤佑圭）、七尾百合子（伊藤美来）、二階堂千鶴（野村香菜子）、舞浜歩（戸田めぐみ）、真壁瑞希（阿部里果）、最上静香（田所あずさ）、白石紬（南早紀）
18. 1 2  春日未来（山崎はるか）、最上静香（田所あずさ）、伊吹翼（Machico）、田中琴葉（種田梨沙）、島原エレナ（角元明日香）、佐竹美奈子（大関英里）、所恵美（藤井ゆきよ）、徳川まつり（諏訪彩花）、箱崎星梨花（麻倉もも）、野々原茜（小笠原早紀）、望月杏奈（夏川椎菜）、ロコ（中村温姫）、七尾百合子（伊藤美来）、高山紗代子（駒形友梨）、松田亜利沙（村川梨衣）、高坂海美（上田麗奈）、中谷育（原嶋あかり）、天空橋朋花（小岩井ことり）、エミリー スチュアート（郁原ゆう）、北沢志保（雨宮天）、舞浜歩（戸田めぐみ）、木下ひなた（田村奈央）、矢吹可奈（木戸衣吹）、横山奈緒（渡部優衣）、二階堂千鶴（野村香菜子）、馬場このみ（髙橋ミナミ）、大神環（稲川英里）、豊川風花（末柄里恵）、宮尾美也（桐谷蝶々）、福田のり子（浜崎奈々）、真壁瑞希（阿部里果）、篠宮可憐（近藤唯）、百瀬莉緒（山口立花子）、永吉昴（斉藤佑圭）、北上麗花（平山笑美）、周防桃子（渡部恵子）、ジュリア（愛美）、白石紬（南早紀）、桜守歌織（香里有佐）
19. 1 2  高山紗代子（駒形友梨）、中谷育（原嶋あかり）、野々原茜（小笠原早紀）、箱崎星梨花（麻倉もも）、宮尾美也（桐谷蝶々）